# Университет Латакии
Латакийский университет (араб. جامعة اللاذقية‎) — высшее учебное заведение в Сирии, расположенное в городе Латакия. Университет имеет государственную форму собственности и готовит специалистов разных направлений.
Университет создан 20 мая 1971 года под названием «Латакийский университет» и первоначально имел три факультета. В дальнейшем их количество существенно расширилось.
В 1975 году переименован в Университет Тишрин в честь героев «Войны Судного дня».
Ныне Латакийский университет является членом Ассоциации арабских университетов (AAU), Ассоциации средиземноморских университетов (UNIMED) и Федерации университетов исламского мира (FUIW).

## Факультеты
в скобках указан год открытия
- Факультет искусств и гуманитарных наук (1971)
- Факультет сельского хозяйства (1971)
- Факультет естественных наук: (1971)
- Строительный факультет: (1972)
- Факультет медицины (1974)
- Факультет машиностроения и электротехники (1980)
- Факультет стоматологии (1983)
- Факультет архитектуры (1984)
- Факультет экономики (1986)
- Факультет фармации (1990)
- Факультет сестринского дела (1994)
- Факультет физического воспитания (1995)
- Факультет образования (1997)
- Факультет информатики (2000)
- Факультет технические разработки (2002)
- Факультет информационных и коммуникационных технологий инжиниринг (2008)

## Промежуточные институты и профессиональные училища
- Средний институт сельского хозяйства (Открыт в 1974 году).
- Средний Институт машиностроения (Открыт в 1979 году).
- Средний Институт медицины (Открыт в 1979 году).
- Средний коммерческий институт (Открыт в 1980 году).
- Средний Институт навыки администрирования (Открыт в 1995 году).
- Средний Институт вычислительной техники (Открыт в 1998 году).
- Школа медсестёр (открыт в 1980 году).